# Tocoyena guianensis
Tocoyena guianensis är en måreväxtart som beskrevs av Karl Moritz Schumann. Tocoyena guianensis ingår i släktet Tocoyena och familjen måreväxter. Inga underarter finns listade i Catalogue of Life.